# Guillem Ramon I de Castellvell
Guillem Ramon I de Castellvell o Guillem III de Castellvell. Senyor de Castellví de Rosanes. (1095-1126).
Fill de Bonfill I de Castellvell i de Guisla.
Es va casar amb la dama Ermessenda, amb qui va tenir:
- Pere, senyor de Voltrera i bisbe de Vic.
- Ramon.
- Albert de Castellvell, associat amb el seu germà.
- Guillem Ramon II (Guillem IV), senyor de Castellví de Rosanes.